# منوچهر آشتیانی
منوچهر آشتیانی (زاده ۱۹ مهر ۱۳۰۹ در سنگلج- درگذشت ۸ مهر ۱۳۹۹) جامعه‌شناس ایرانی نئومارکسیست، عضو سابق حزب توده ایران، و پژوهشگر فلسفه بود. او خواهرزاده نیما یوشیج و از نوادگان میرزاحسن آشتیانی بود. آشتیانی در سال ۱۹۷۱ از دوره دکتری دانشگاه هایدلبرگ فارغ‌التحصیل شد. وی سرانجام پس از یک دورهٔ طولانی بیماری، در ۸ مهرماه ۹۹ درگذشت.

## کتاب خاطرات
کتاب پرسیدن و جنگیدن گفتگوی بلند رضا نساجی با منوچهر آشتیانی دربارهٔ تاریخ معاصر و علوم انسانی در ایران است. این کتاب که به «سه دانشجوی شهید دانشکده فنی دانشگاه تهران در اعتراض خونین ۱۶ آذر ۱۳۳۲ و سه دانشجوی شهید دوره دکتری دانشگاه تربیت مدرس که مرگ در راه میهن و مکتب را بر مدرسه و مدرک ترجیح دادند» تقدیم شده و نخستین کتاب از «پروژه تاریخ شفاهی دانشگاه در ایران» است.
آشتیانی که خواهرزادهٔ نیما یوشیج و نوادهٔ آیت‌الله میرزای آشتیانی است، علاوه بر پیشینهٔ تاریخی خانواده‌های پدری و مادری، خاطرات سیاسی فعالیت خود در حزب توده، انشعاب خلیل ملکی، نهضت نفت و کودتای ۲۸ مرداد، کنفدراسیون اروپایی دانشجویان ایرانی و جنبش دانشجویی آلمان را بازگو کرده که با خاطرات علمی تحصیل در دانشسرای عالی تهران، انستیتو جامعه‌شناسی پاریس و دانشگاه هایدلبرگ آلمان، تدریس در دانشگاه‌های ایران و همچنین روایتی از مواجهه با فیلسوفانی چون ژرژ گورویچ، مارتین هایدگر و گئورگ لوکاچ در هم آمیخته است.
آشتیانی بر این کتاب، پیش‌درآمدی نوشته است که اینگونه آغاز می‌شود: «تنها خاطره است که می‌ماند. نگاشتن یادداشتی بر تک‌نگاری خاطره‌شناسانه دوست محترم آقای نساجی بر خاطرات این‌جانب، ناچار به استقبال ابهامات آن رفتن است: خاطرات از طریق تنظیم و گزارش یادها، گذشته و فواصل و عمق زمان را به احساس و آگاهی ما می‌رسانند، و چون از تقابل بین گذشته و آینده حاصل می‌شوند، همواره سمتی به سوی آینده دارند؛ بنابراین چون واقعیات نهفته پشت خاطرات، من حیث وجود تاریخی آنها، زمان دارند، پس باید از بار اسارت خاطره‌ها بگریزیم و از سایه‌افکنی گذشته بر حال و معاصرت خاطرات جلوگیری کنیم تا از هجوم مرض آلود گذشته‌ها رهایی یابیم و در امان بمانیم. اما از سوی دیگر چون خاطرات دارای هستی‌مندی (دازاین) مستقل نیستند، بل بیش و پیش از هر چیز چونان تاریخ تجارب‌اند، پس ما را از گذشته به سوی آینده می‌کشانند و در حقیقت اساس این خاطرات از تقابل فضای این تجارب با افق انتظارات و توقعات ما حاصل می‌گردد.»
این گفتگوها اگرچه حول محور خاطرات سیاسی و علمی آشتیانی تنظیم شده و هر فصل آن به یکی از مقاطع و مراحل فعالیت او در احزاب و تشکل‌های سیاسی و نیز تحصیل در دانشگاه‌های ایران و خارج اختصاص دارد، اما به تأملات نظری و تجربیات اجتماعی او از ایران و آلمان نیز می‌پردازد و به همراه خاطرات پیروزی انقلاب، داده‌ها و تحلیل‌های جالبی از دوران پیش از انقلاب ارائه می‌دهد. ماجرای زندان و اخراج از دانشگاه در دوران پس از انقلاب و باقی ماندن او در ایران هم که موضوع دو فصل از کتاب است، برای مخاطبان کتاب تازگی دارد. مهم‌ترین تفاوت این کتاب با دیگر کتب تاریخ شفاهی ایران پیش و پس از انقلاب را می‌توان توجه عمده به مسئله اندیشه و به‌ویژه نهاد دانشگاه دانست که از همان فصل نخست با مرور تحلیلی تحصیلات آشتیانی در دانشسرای عالی تهران – به‌عنوان دانشجوی رتبه اول و حائز بورسیه ادامه تحصیل در خارج این دانشگاه که در آن زمان دانشکده ادبیات دانشگاه تهران هم به حساب می‌آمد – محل توجه قرار می‌گیرد و با بررسی خاطرات و تأملات دربارهٔ ساختار دانشگاهی فرانسه و آلمان و نیز تلاش‌های او برای تعامل با صاحب‌نظران دانشجویی و حزبی چپ آلمان و نیز مسافرت غیرقانونی او به مجارستان برای دیدار با گئورگ لوکاچ، فیلسوف برجسته مارکسیست، ادامه می‌یابد. در بازگشت به ایران هم تجربه تدریس در دانشگاه‌های مختلف پیش و پس از انقلاب و نیز وضعیت فلسفه و علوم اجتماعی موضوع پرسش است؛ به‌ویژه جامعه‌شناسی تاریخی و جامعه‌شناسی شناخت که آشتیانی را می‌توان مؤسس و مهم‌ترین چهره این شاخهٔ مهم نظری در ایران دانست. همچنین، تأمل دربارهٔ علل رخداد انقلاب و نیز فصل پایانی دربارهٔ بررسی وضعیت کنونی اندیشه و جامعه ایران که با پرسشی دربارهٔ آرزوها و آرمان‌های این متفکر ۸۸ ساله برای آیندهٔ ایران به پایان می‌رسد. کتاب پرسیدن و جنگیدن که اولین جلد از «پروژهٔ تاریخ شفاهی دانشگاه در ایران» با ایده و اجرای رضا نساجی است، با پیش‌درآمدی از منوچهر آشتیانی و درآمدی از نویسنده، در دوازده فصل تدوین شده و به‌همراه یک مقاله از دوران تحصیل در آلمان و فعالیت در کنفدراسیون و نیز عکس‌ها و اسناد در ۵۲۴ صفحه به چاپ رسیده است.